# مجزرة عائلة الخطيب
مجزة عائلة الخطيب هي مجزرة ارتكبها سلاح الجو الإسرائيلي حينما أغار على منازل المدنيين في منطقة الزوايدة في وسط قطاع غزة عام 2024. هذه المجزرة من ضمن عدة مجازر وقعت خلال عملية طوفان الأقصى. تسبّبت هذه المجزرة الإسرائيليّة والتي استهدفت منطقة حيوية في استشهاد عدد من سكان المنطقة وأكثر من تسعة شهداء من عائلة الخطيب.

## خلفية الحدث
في ساعاتِ الصباح الأولى من يوم السابع من أكتوبر 2023 أطلقت حركة المقاومة الإسلامية حماس عبر ذراعها العسكري كتائب الشهيد عز الدين القسام عملية طوفان الأقصى وذلك ردًا على الاعتداءات الإسرائيلية وتدنيس الأقصى والاستمرار في الاستيطان كما أكّد على ذلك محمد الضيف القائد العام للقسّام والذي أعطى إشارة انطلاق العمليّة التي شهدت اقتحامًا من المقاومين لمستوطنات غلاف غزة ونجحوا في قتلِ عدد كبيرٍ من الجنود الإسرائيلين وأسر عشرات آخرين كما استطاعوا خلال ساعات قطع عشرات الكيلومترات ووصلوا لمستوطنات أبعد من تلك المحيطة والقريبة من قطاع غزة.
استمرَّت الاشتباكات بين الجيش الإسرائيلي وبين المقاومين في عديد من المستوطنات وعلى رأسها مستوطنة سديروت. الرد الإسرائيلي على هذه العمليّة جاء من خلال شنّ سلاح الجو الإسرائيلي عشرات الغارات العشوائيّة على القطاع متسبّبة في مقتل عشرات المدنيين وتدمير البنية التحتية لمدن القطاع، ليصل حد فرض إغلاق شامل وقطع متعمد لكل الخدمات من ماء وكهرباء وغاز وهو ما هدَّد حياة أكثر من مليونَي فلسطيني يعيشُ داخل القطاع الذي يُعاني أصلًا من تبعات الحصار الخانق عليهم منذ ستة عشر عاماً.

## الضحايا
جميع الضحايا من المدنيين فضلًا عن كونهم من عائلة واحدة استشهدت بعد قصف الإحتلال الإسرائيلي الذي استهدف منزلهم، القائمة من رجال ونساء وأطفال وهم:
1.الطفلة حور خميس الخطيب (شهر)
2.الطفلة حلا ثائر الخطيب (6 أعوام)
3.الطفلة كنزي محمد الخطيب (شهر ونص)
4.الطفل أمير محمد الخطيب (3 أعوام)
5.الطفل أيمن محمد الخطيب (6 أعوام)
6.محمد أيمن الخطيب (33 عام)
7.ميساء علي الخطيب (32 عام)
8.نادرة خميس الخطيب (66 عام)
9.حليمة عبد القادر الخطيب (70 عام)